# Melanis cephise
Melanis cephise is een vlindersoort uit de familie van de prachtvlinders (Riodinidae), onderfamilie Riodininae.
Melanis cephise werd in 1855 beschreven door Ménétries.